# Премия Джеймса А. Ван Флита
Премия генерала Джеймса А. Ван Флита (корейский: 제임스 밴 플리트상), присуждаемая Корейским обществом ежегодно с 1995 года, присуждается «одному или нескольким выдающимся корейцам или американцам в знак признания их выдающегося вклада в развитие американо-корейских отношений». Это одна из самых престижных наград в области американо-корейских отношений.
Награда названа в честь генерала Джеймса А. Ван Флита, командующего Восьмой армией США в разгар Корейской войны в 1951 году. Начиная с 1957 года генерал Ван Флит занимал пост первого президента Корейского общества.
Награда официально вручается лауреату (лауреатам) каждый год на ежегодном ужине Корейского общества.

## Победители
- 1995 — Чулсу Ким (заместитель генерального директора Всемирной торговой организации)
- 1996 — Посол Джеймс Т. Лейни (посол США в Республике Корея)
- 1997 — Пхен Хвои Ку (председатель Корейской ассоциации международной торговли)
- 1998 — Чон Хен Чей (председатель SK Group) и Чон Х. Ким (президент Carrier Networks и DNS / Lucent Technologies) Светящийся
- 1999 — Уильям Дж. Перри (бывший министр обороны США)
- 2000 — Джимми Картер (бывший президент США)
- 2001 — Ким Ген Вон (президент Института социальных наук)
- 2002 — Гораций Дж. Андервуд (директор, Университет Йонсей)
- 2003 — Рэймонд Г. Дэвис (генерал в отставке, Корпус морской пехоты США)
- 2004 — Пан Ги Мун (министр иностранных дел и торговли Республики Корея)
- 2005 — Джордж Буш-Старший (бывший президент США)
- 2006 — Ли Кун Хи (председатель, Samsung)
- 2007 — Ким Дэ Чжун (бывший президент Республики Корея) и Хоутон и Дорин Фримен (Фонд Фримена)
- 2008 — Кевин О’Доннелл (первый директор по стране, Корпус мира Корея) и Дон Обердорфер (председатель, Американо-Корейский институт)
- 2009 год — Чанг Монгку (председатель Hyundai Motor Group) и Генри Киссинджер (56-й государственный секретарь Соединенных Штатов Америки).
- 2010 — генерал Колин Пауэлл (65-й государственный секретарь Соединенных Штатов Америки) и генерал Пайк Сун Юп (ветеран Корейской войны, военнослужащий Южной Кореи)
- 2011 — Корейско-американский деловой совет награждён Хен Чжэ Хеном (председателем Tongyang Group), а американо-корейский деловой совет награждён Уильямом Р. Родсом (старшим вице-председателем Citigroup и Citibank).
- 2012 — Роберт Х. Бенмоше (президент и главный исполнительный директор American International Group), Хан Дак Су (бывший премьер-министр Республики Корея) и Ли Су Ман (председатель и основатель S.M. Entertainment)
- 2013 год — Послы Ан Хо Ен и Сон Ким от имени корейских и американских дипломатов, которые укрепили 60-летний союз с 1953 по 2013 год.
- 2014 — Мэрилин А. Хьюсон (председатель, президент и главный исполнительный директор Lockheed Martin) и Парк Йонмаан (председатель Doosan Group)
- 2015 — Хо Юн Ким (основатель Фонда Ким Ку, председатель и генеральный директор Binggrae Co., LTD.)
- 2016 — Квон Охджун (председатель и главный исполнительный директор POSCO)
- 2017 — Джордж У. Буш (бывший президент США) и Чей Тхэ Вон (председатель и главный исполнительный директор SK Holdings)
- 2018 — Сон Кен Шик (председатель CJ Group)
- 2019 — Компания Boeing и Ян Хо Чо (председатель и генеральный директор Korean Air)
- 2020 — Чарльз Б. Рангел (конгрессмен и ветеран Корейской войны), Сальваторе Скарлато (президент Ассоциации ветеранов Корейской войны и ветеран Корейской войны), Парк Йонмаан (председатель Корейской торгово-промышленной палаты),
- BTS (Global Superstars)
- 2021 — Ку Кван мо (председатель LG Group), Мэри Барра (генеральный директор General Motors